# Dungkhag Court
Der Dungkhag Court (dt.: Dungkhag-Gericht, Unterbezirksgericht) ist das Gericht erster Instanz im Königlichen Rechtssystem von Bhutan  (དཔལ་ལྡན་འབྲུག་པའི་དྲང་ཁྲིམས་ལྷན་སྡེ་; Wylie Dpal-ldan 'Brug-pai Drang-khrims Lhan-sde; Palden Drukpa Drangkhrim Lhende) in 6 der 20 Distrikte (Dzongkhag) von Bhutan, die Dungkhag-Verwaltungsbezirke haben; in den übrigen 14 Dzongkhags ist das Dzongkhag-Gericht das Gericht erster Instanz. Es gibt insgesamt 13 Dungkhags (Unterbezirke) in den 6 Dzongkhags (Bezirken), zu denen sie gehören. Wie die Mitglieder des Dzongkhag-Gerichts werden die Richter des Dungkhag-Gerichts gemäß der Verfassung von 2008 (འབྲུག་གི་རྩ་ཁྲིམས་ཆེན་མོ་; Wylie: 'Druk-gi tsa-thrims-chen-mo) nicht vom Druk Gyalpo ernannt.
In Berufungsverfahren müssen sich die Kläger an den Hohen Gerichtshof von Bhutan oder den Supreme Court of Bhutan wenden.